# Voyennes
Voyennes és un municipi francès situat al departament del Somme i a la regió dels Alts de França. L'any 2007 tenia 592 habitants.

## Demografia

### Població

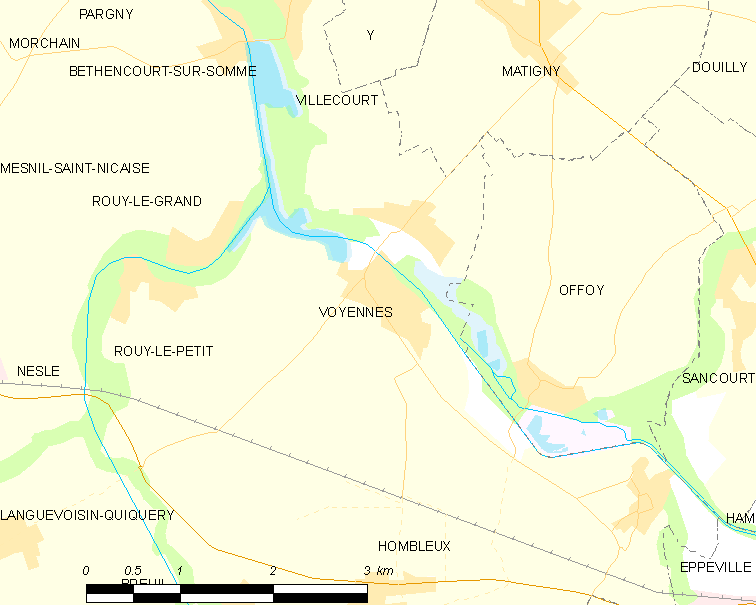

El 2007 la població de fet de Voyennes era de 592 persones. Hi havia 248 famílies de les quals 64 eren unipersonals (28 homes vivint sols i 36 dones vivint soles), 80 parelles sense fills, 60 parelles amb fills i 44 famílies monoparentals amb fills.
La població ha evolucionat segons el següent gràfic:
Habitants censats

### Habitatges

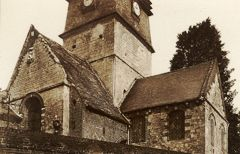

El 2007 hi havia 293 habitatges, 253 eren l'habitatge principal de la família, 21 eren segones residències i 19 estaven desocupats. 283 eren cases i 2 eren apartaments. Dels 253 habitatges principals, 220 estaven ocupats pels seus propietaris, 21 estaven llogats i ocupats pels llogaters i 12 estaven cedits a títol gratuït; 2 tenien una cambra, 12 en tenien dues, 34 en tenien tres, 83 en tenien quatre i 122 en tenien cinc o més. 187 habitatges disposaven pel capbaix d'una plaça de pàrquing. A 116 habitatges hi havia un automòbil i a 109 n'hi havia dos o més.

### Piràmide de població

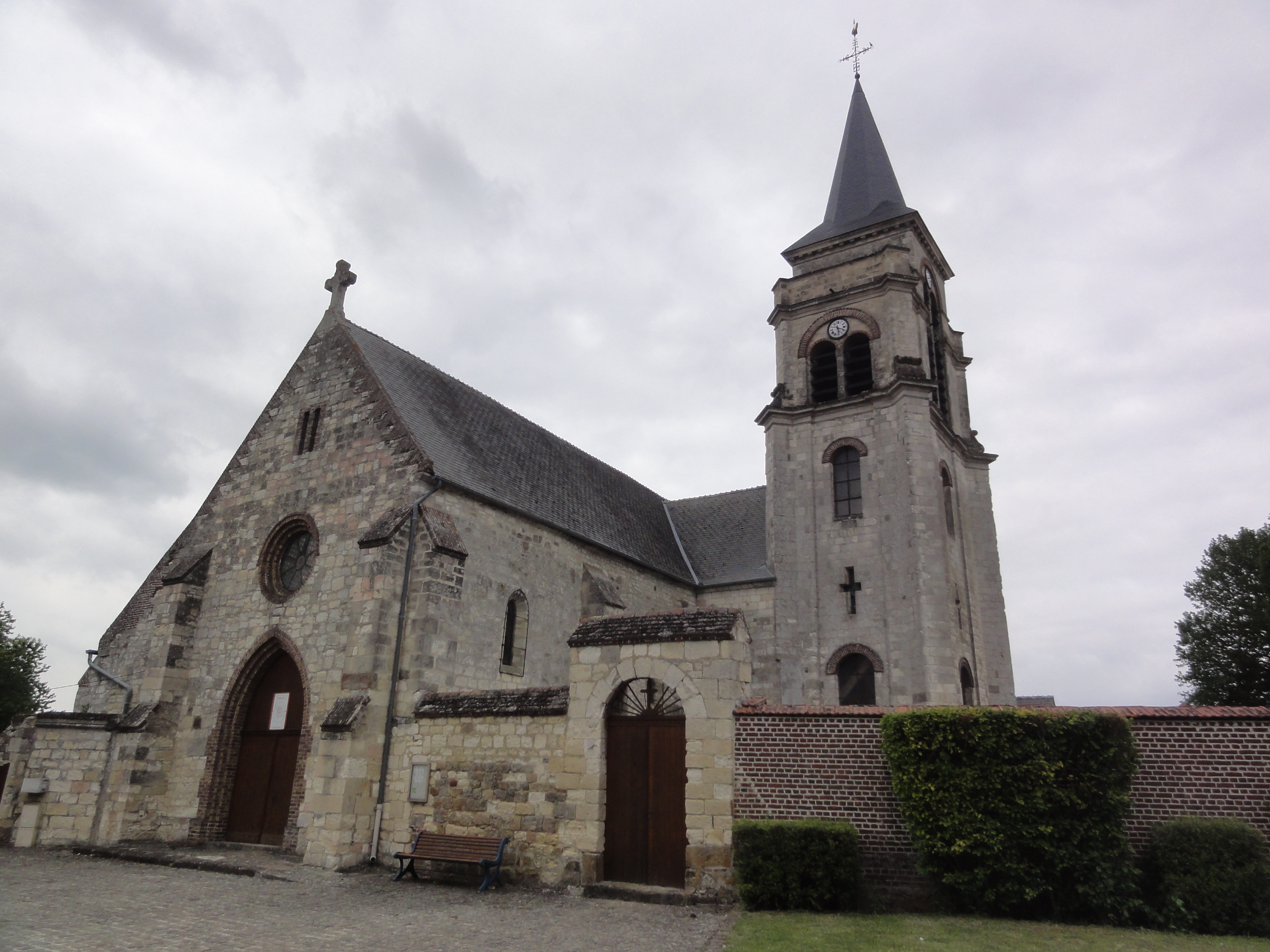

La piràmide de població per edats i sexe el 2009 era:
| Homes | Edats   | Dones |
| ----- | ------- | ----- |
| 0     | 95 o +  | 0     |
| 0     | 90 a 94 | 0     |
| 0     | 85 a 89 | 0     |
| 12    | 80 a 84 | 0     |
| 20    | 75 a 79 | 36    |
| 8     | 70 a 74 | 16    |
| 12    | 65 a 69 | 24    |
| 12    | 60 a 64 | 8     |
| 28    | 55 a 59 | 28    |
| 16    | 50 a 54 | 24    |
| 40    | 45 a 49 | 12    |
| 12    | 40 a 44 | 44    |
| 20    | 35 a 39 | 12    |
| 16    | 30 a 34 | 20    |
| 4     | 25 a 29 | 20    |
| 36    | 20 a 24 | 20    |
| 32    | 15 a 19 | 0     |
| 8     | 10 a 14 | 8     |
| 16    | 5 a 9   | 0     |
| 12    | 0 a 4   | 20    |

## Economia

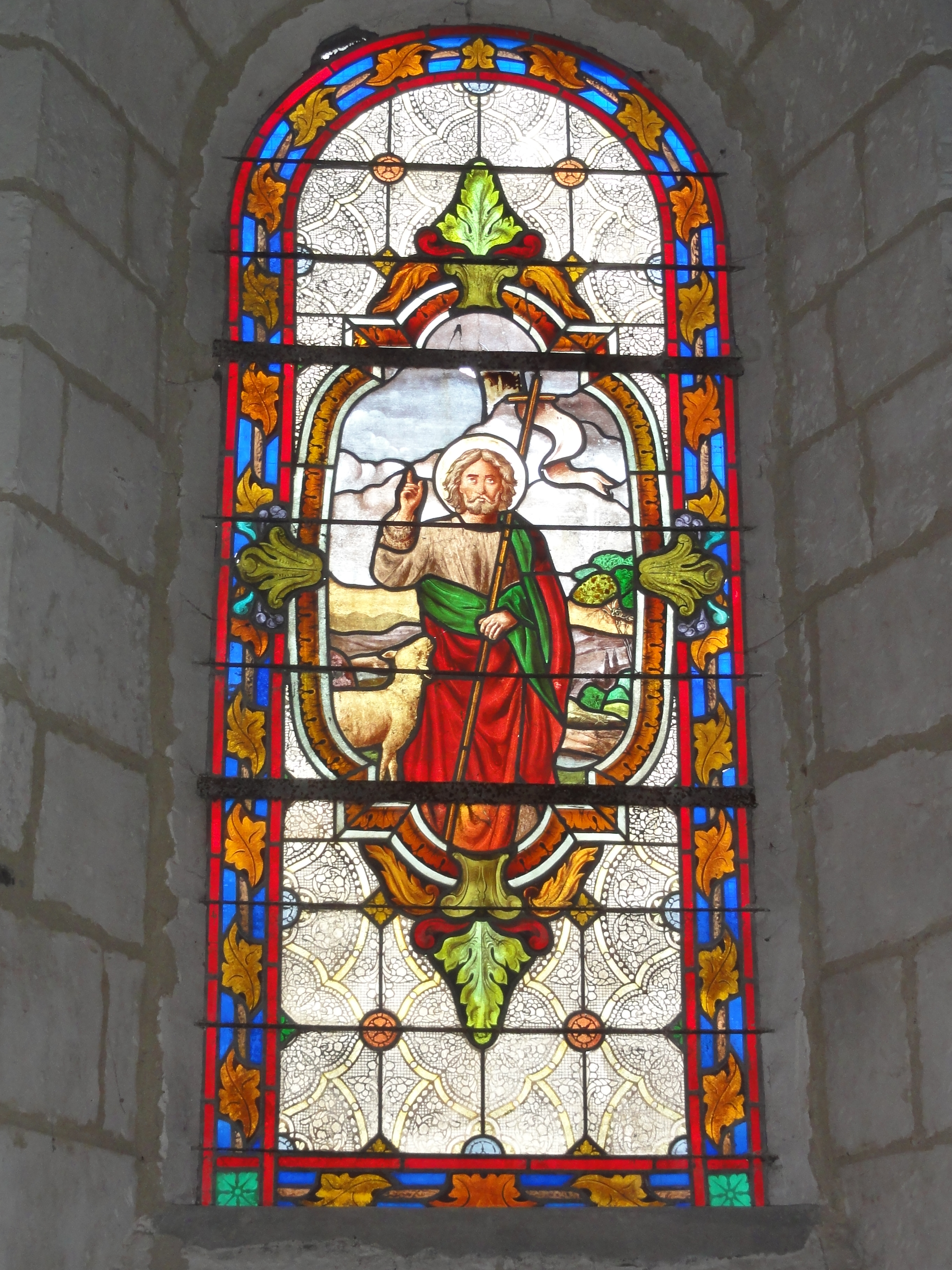

El 2007 la població en edat de treballar era de 382 persones, 248 eren actives i 134 eren inactives. De les 248 persones actives 219 estaven ocupades (129 homes i 90 dones) i 29 estaven aturades (10 homes i 19 dones). De les 134 persones inactives 54 estaven jubilades, 24 estaven estudiant i 56 estaven classificades com a «altres inactius».

### Ingressos

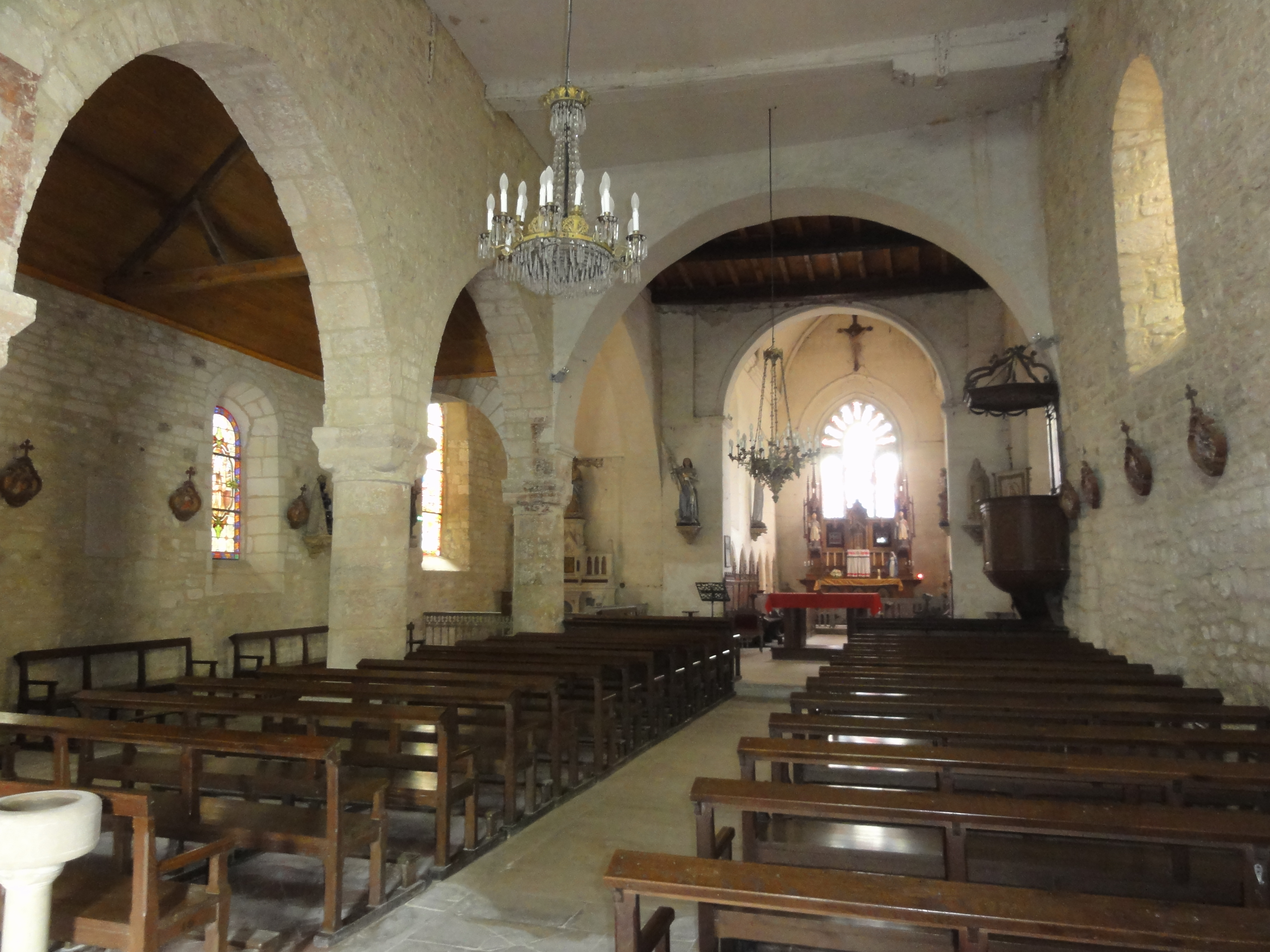

El 2009 a Voyennes hi havia 253 unitats fiscals que integraven 605,5 persones, la mediana anual d'ingressos fiscals per persona era de 17.269 €.

### Activitats econòmiques
Dels 20 establiments que hi havia el 2007, 1 era d'una empresa extractiva, 1 d'una empresa alimentària, 1 d'una empresa de construcció, 6 d'empreses de comerç i reparació d'automòbils, 2 d'empreses de transport, 4 d'empreses d'hostatgeria i restauració, 3 d'empreses de serveis i 2 d'empreses classificades com a «altres activitats de serveis».
L'únic servei als particulars que hi havia el 2009 era un electricista.
L'únic establiment comercial que hi havia el 2009 era una fleca.
L'any 2000 a Voyennes hi havia 12 explotacions agrícoles que ocupaven un total de 480 hectàrees.

## Equipaments sanitaris i escolars

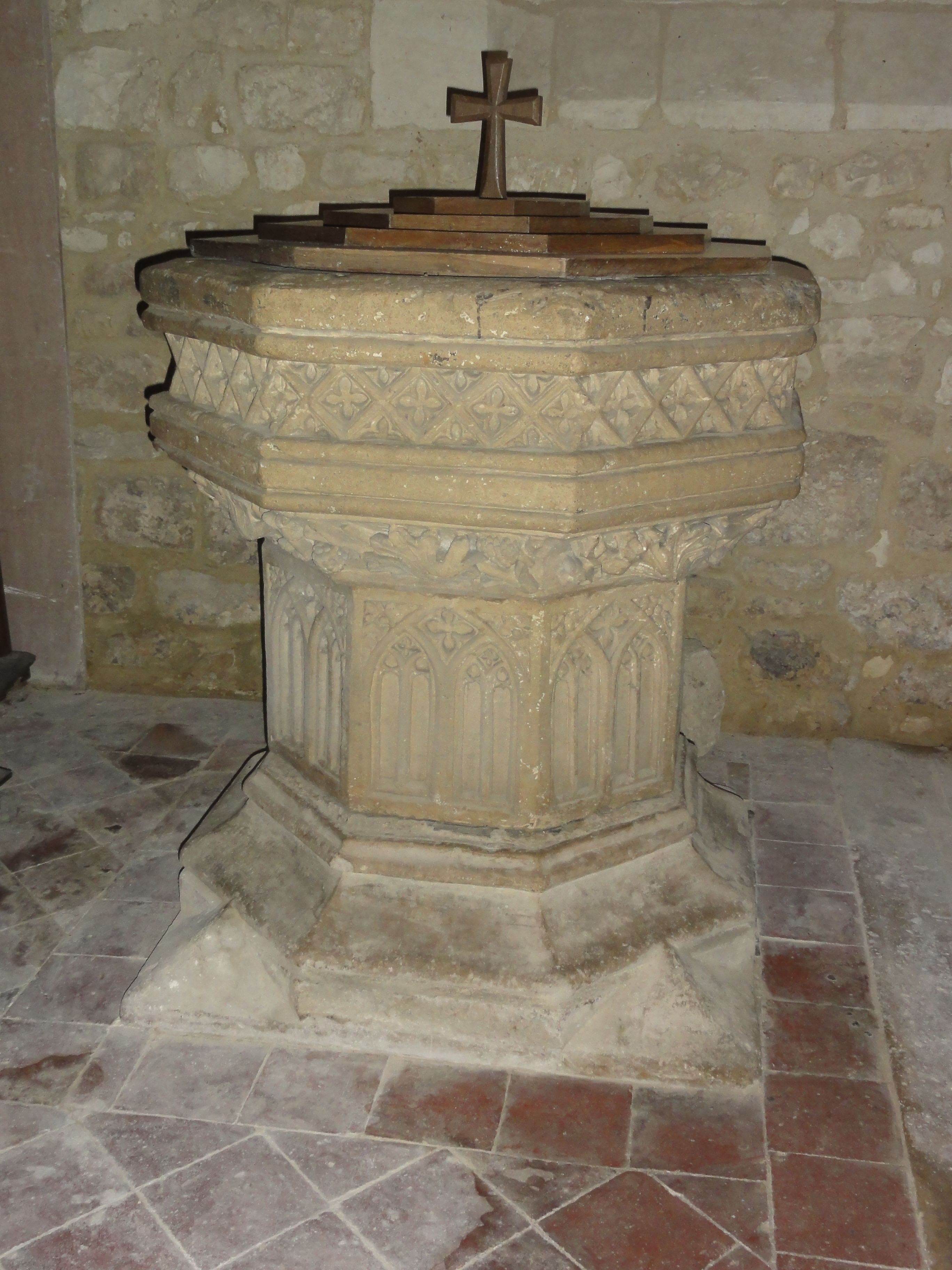

El 2009 hi havia una escola elemental integrada dins d'un grup escolar amb les comunes properes formant una escola dispersa.

## Poblacions més properes

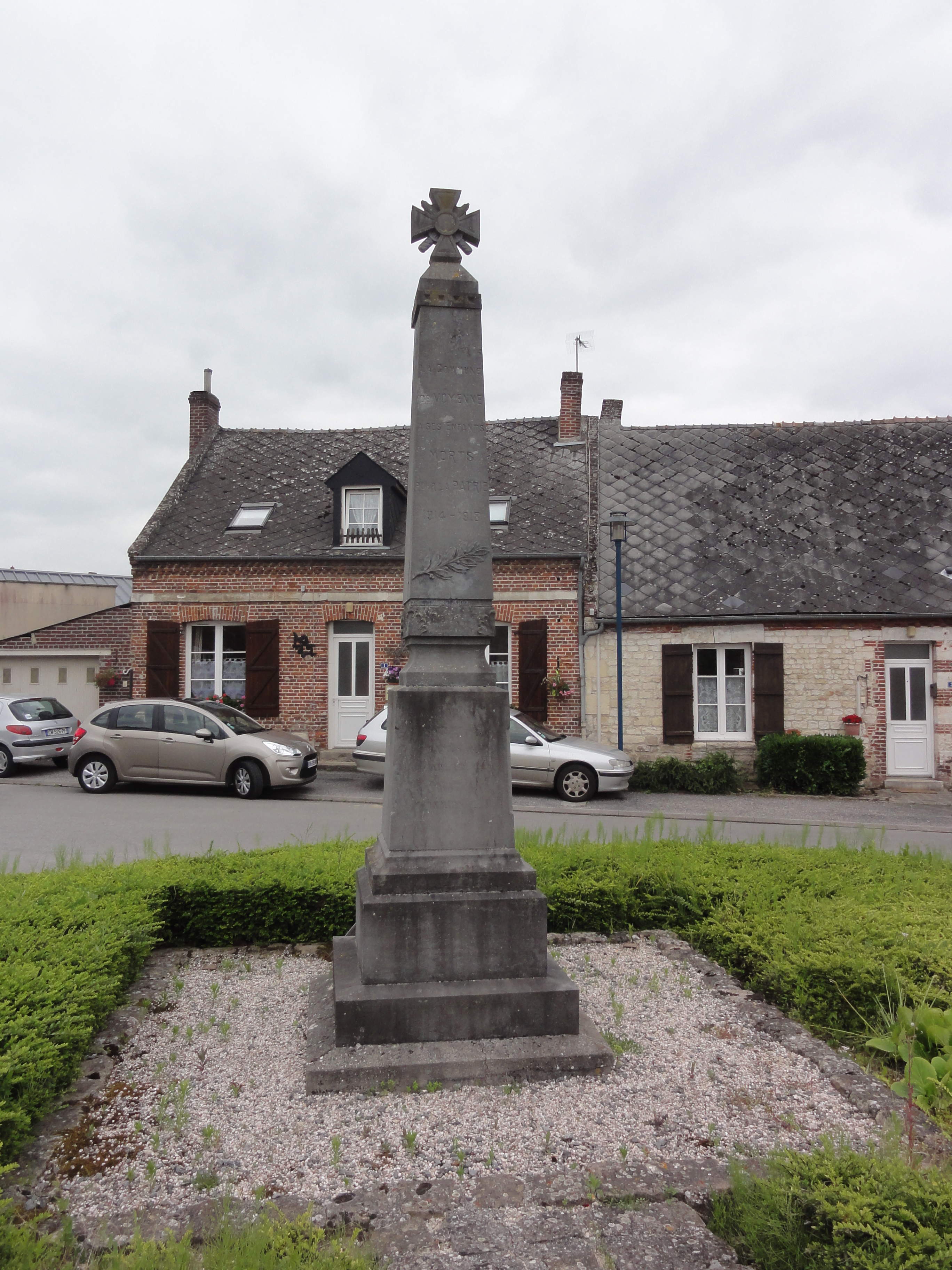

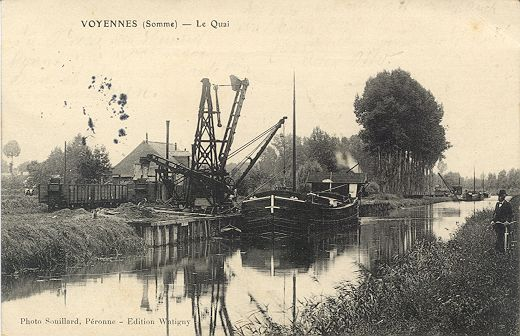

El següent diagrama mostra les poblacions més properes.